# Jules Molk
Jules Molk (Estrasburgo, 8 de dezembro, 1857 — Nancy, 7 de maio de 1914) foi um matemático francês.
Trabalhou com funções elípticas.

## Publicações
- Tannery, Jules; Molk, Jules (1972) [1893], Éléments de la théorie des fonctions elliptiques. Tomes I, II, III, IV. Calcul différentiel, ISBN 978-0-8284-0257-6, New York: Chelsea Publishing Co.,